# Women’s Premier Ice Hockey League 1997/98
Die Saison 1997/98 war die 16. Austragung der höchsten englischen Fraueneishockeyliga, der Women’s Premier Ice Hockey League. Die Ligadurchführung erfolgt durch die English Ice Hockey Association, den englischen Verband unter dem Dach des britischen Eishockeyverbandes Ice Hockey UK. Der Sieger erhielt den Chairman’s Cup.
Die Scorpions aus Sunderland gewannen den Titel zum dritten Mal in Folge.

## Modus
Zunächst spielten alle Mannschaften eine einfache Runde mit Hin- und Rückspiel. Die vier Besten erreichten das Halbfinale. Die Spiele gingen über 3×15:00 Minuten. Für einen Sieg gab es zwei Punkte, für ein Unentschieden einen Punkt.

## Hauptrunde
| Platz | Mannschaft               | Spiele | S  | U | N  | Tore   | Punkte |
| ----- | ------------------------ | ------ | -- | - | -- | ------ | ------ |
| 1.    | Sunderland Scorpions (M) | 14     | 13 | 0 | 1  | 131:11 | 26     |
| 2.    | Bracknell Queen Bees     | 14     | 12 | 0 | 2  | 108:21 | 24     |
| 3.    | Slough Phantoms          | 14     | 10 | 0 | 4  | 78:41  | 20     |
| 4.    | Guildford Lightning      | 14     | 5  | 3 | 6  | 33:37  | 13     |
| 5.    | Solihull Vixens (N)      | 14     | 6  | 1 | 7  | 54:50  | 13     |
| 6.    | Swindon Topcats          | 14     | 4  | 3 | 7  | 51:54  | 11     |
| 7.    | Nottingham Vipers        | 14     | 2  | 0 | 12 | 23:152 | 4      |
| 8.    | Telford Wrekin Raiders   | 14     | 0  | 1 | 13 | 12:124 | 1      |

### Beste Scorerinnen
| Spieler         | Mannschaft           | Spiele | Tore | Assists | Punkte | Straf- minuten |
| --------------- | -------------------- | ------ | ---- | ------- | ------ | -------------- |
| Michelle Smith  | Sunderland Scorpions | 14     | 49   | 14      | 63     | 22             |
| Louise Wheeler  | Slough Phantoms      | 14     | 46   | 8       | 54     | 12             |
| Lynsey Emmerson | Sunderland Scorpions | 11     | 22   | 11      | 33     | 8              |
| Kim Strongman   | Bracknell Queen Bees | 13     | 17   | 11      | 28     | 14             |
| Ceri Powell     | Solihull Vixens      | 13     | 23   | 4       | 27     | 26             |

### Beste Torhüterinnen
| Spieler       | Mannschaft           | Sp | Min | SaT | GT | GTS  |
| ------------- | -------------------- | -- | --- | --- | -- | ---- |
| Carol Gleave  | Sunderland Scorpions | 12 | 665 | 176 | 9  | 0,61 |
| Verity Boorne | Bracknell Queen Bees | 7  | 390 | 145 | 10 | 1,15 |
| Claire Martin | Slough Phantoms      | 8  | 375 | 156 | 14 | 1,68 |

## Final Four

### Halbfinale
| 23. Mai 1998 | Sunderland Scorpions | 7:6 (-:-, -:-, -:-) | Slough Phantoms | Ice Arena, Kingston upon Hull |

| 23. Mai 1998 | Bracknell Queen Bees | 2:1 (-:-, -:-, -:-) | Guildford Lightning | Ice Arena, Kingston upon Hull |

### Spiel um den 3. Platz
| 24. Mai 1998 | Slough Phantoms | 3:1 (-:-, -:-, -:-) | Guildford Lightning | Ice Arena, Kingston upon Hull |

### Finale
| 24. Mai 1998 | Sunderland Scorpions | 4:2 (-:-, -:-, -:-, -:-) | Bracknell Queen Bees | Ice Arena, Kingston upon Hull |

## Division 1
Die Women's National Ice Hockey League ist nach der Premier League die zweite Stufe der englischen Fraueneishockeyliga. In ihr ist die Division 1 die höchste Klasse. Sie ist in zwei regionale Gruppen gegliedert.
| North                                                                 | North               | North  | North | North  | North    | North | North  |
| --------------------------------------------------------------------- | ------------------- | ------ | ----- | ------ | -------- | ----- | ------ |
| Platz                                                                 | Mannschaft          | Spiele | Siege | Unent. | Niederl. | Tore  | Punkte |
| 1.                                                                    | Kingston Diamonds   | 12     | 10    | 0      | 2        | 46:21 | 20     |
| 2.                                                                    | Sheffield Shadows   | 111    | 6     | 2      | 3        | 45:35 | 14     |
| 3.                                                                    | Billingham Wildcats | 12     | 3     | 3      | 6        | 29:41 | 9      |
| 4.                                                                    | Whitley Bay Squaws  | 111    | 1     | 1      | 9        | 21:44 | 2      |
| 1 Ein Spiel zwischen den beiden Mannschaften wurde nicht ausgetragen. |                     |        |       |        |          |       |        |

| South | South                    | South  | South | South  | South    | South   | South  |
| ----- | ------------------------ | ------ | ----- | ------ | -------- | ------- | ------ |
| Platz | Mannschaft               | Spiele | Siege | Unent. | Niederl. | Tore    | Punkte |
| 1.    | Basingstoke Bison Ladies | 14     | 13    | 2      | 0        | 131:012 | 27     |
| 2.    | Cardiff Comets           | 14     | 12    | 1      | 1        | 089:025 | 25     |
| 3.    | Oxford City              | 14     | 8     | 1      | 5        | 058:024 | 17     |
| 4.    | Romford Nighthawks       | 14     | 8     | 1      | 5        | 052:040 | 17     |
| 5.    | Streatham                | 14     | 4     | 2      | 8        | 059:083 | 10     |
| 6.    | Chelmsford Cobras        | 14     | 3     | 1      | 10       | 025:069 | 7      |
| 7.    | Oxford University        | 14     | 2     | 3      | 9        | 037:094 | 7      |
| 8.    | Invicta                  | 14     | 1     | 0      | 13       | 016:120 | 2      |

Finalrunde
Im Finalturnier wurde unter den jeweils beiden Besten der beiden Divisions-Gruppen ebenfalls um den Sieg in der Division 1 gespielt. 
|  | Basingstoke Bison Ladies | 4:1 (-:-, -:-, -:-) | Sheffield Shadows |  |

|  | Kingston Diamonds | 3:2 (-:-, -:-, -:-) | Cardiff Comets |  |

Spiel um Platz 3
|  | Sheffield Shadows | 3:2 n. V. (-:-, -:-, -:-) | Cardiff Comets |  |

Finale
|  | Kingston Diamonds | 4:3 (-:-, -:-, -:-) | Basingstoke Bison Ladies |  |

## Relegation
Ein Vertreter der Division I trat gegen den Letzten der WPIHL an, um den Aufstieg zu erreichen. Dazu fanden Kämpfe zwischen den Siegern der beiden Gruppen der Division I um die Teilnahme an den Relegationsspielen statt.
Damit hatten sich die Basingstoke Ladies für die Niederlage im Liga-Finale revanchiert und zugleich den Aufstieg in die höchste britische Frauenliga erreicht.